# Manuel López (luchador)
Manuel Alejandro López Salcedo (28 de julio de 1986) es un luchador mexicano de lucha grecorromana. Participó en dos Mundiales, consiguiendo la 10.ª posición en 2011. Logró un quinto lugar en los Juegos Panamericanos de 2011. Ganó dos medallas en los Juegos Centroamericanos y del Caribe, de oro en 2010. Obtuvo tres medallas en Campeonato Panamericano, de plata en 2006 y 2008. Tercero en Campeonato Centroamericano y del Caribe de 2014.